# Produção integrada
Produção Integrada é, segundo a OILB/SROP, um sistema agrícola de produção de alimentos de alta qualidade que utiliza os recursos naturais e mecanismos de regulação natural em substituição de factores de produção prejudiciais ao ambiente e de modo a assegurar, a longo prazo, uma agricultura viável. Em resumo é simplesmente um meio de agricultura sustentável.
Em produção integrada, é essencial a preservação e melhoria da fertilidade do solo e da biodiversidade e a observação de critérios éticos e sociais.
Além disso obriga a um planeamento abrangente a diversos aspectos pelo que terão de ser feitas análises periódicas às áreas de cultivo, além disso é também pedido ao agricultor o acompanhamento regular da actividade agrícola em cadernos de campo.
Este método agrícola requer a adopção do sistema agrícola de Protecção Integrada, mas deve ser abordado de forma holística.

## Principais Objectivos
- Salvaguardar a saúde do agricultor e do consumidor;
- Obter produtos agrícolas de elevada qualidade;
- Manter o agricultor actualizado quanto aos procedimentos agrícolas;
- Preservar o meio ambiente;
- Cuidar e melhorar a fertilidade do solo e a biodiversidade;
- Garantir a estabilidade dos ecossistemas;
- Apresentar produtos atractivos no mercado, mantendo um preço competitivo;
- Cumprir critérios éticos e sociais.

## Planeamento
O planeamento da exploração agrícola pode-se considerar a base da produção integrada, tudo deverá girar à volta do que foi planeado, logo deve-ser tratado de forma holística.
Este incide particularmente sobre a conservação do solo, biodiversidade, nutrição das plantas, exploração agrícola, rega e protecção contra os inimigos das culturas.
O processo de planeamento deve ser realizado com a ajuda de um técnico certificado, de modo a que a exploração agrícola seja legível a receber apoios monetários e respectiva certificação dos produtos alimentares a fim de obterem um lugar diferenciado aos restantes produtos no mercado.

### Plano de Exploração
Para cada parcela agrícola deve-se fazer uma plano de exploração, que deverá incluir variadas coisas coisas como a escolha do local para de seguida se planear a rotação de culturas e a respectiva mobilização do solo, o material e a sua qualidade, as técnicas de cultivo, a fertilização, rega e protecção assim como a colheita e renovação do ciclo (se aplicável).
Neste tipo de agricultura onde está tudo interligado, logo é vital o plano de exploração onde os outros serão também incluídos.

#### Plano de conservação do solo
O uso inadequado do solo pode levar a um profundo desequilíbrio do sistema produtivo, diminuindo a qualidade, quantidade e os respectivos rendimentos agrícolas. Logo é necessário combater a erosão, a compactação e o aumento da salinidade do solo.
Em Produção Integrada é importante analisar cada parcela de solo de modo a traçar um plano que considere o estado do solo, métodos de preparação do terreno, protecção especialmente sazonal do solo, rotação de culturas, possível risco e respectivas medidas a tomar.

#### Plano de Fertilização
O crescimento vegetal é devido em parte à fertilidade do solo pois este é o responsável por satisfazer, à cultura, os nutrientes necessários para o devido crescimento das plantas e obtenção de frutos saudáveis e saborosos.
O plano de fertilização deve ser feito de modo a ter em conta a necessidade das plantas e do solo,mas também a época, quantidade, método de aplicação e o plano de conservação do solo que deverá estar de acordo com o de fertilização.
É de notar que são preferidos fertilizantes orgânicos, minerais e organismos vivos, a produtos fitofarmacêuticos e estes só podem ser usados no caso de serem homologados para a prática de produção integrada.

#### Plano de Rega
A precipitação natural muitas vezes não é suficiente para satisfazer as necessidades das culturas e como tal em Produção Integrada deve-se fazer um plano de rega de modo a proporcionar-se um fornecimento controlado de água em quantidade suficiente e de acordo com as previsões meteorológicas, assegurando a produtividade e a sobrevivência da plantação.
A qualidade da água como é óbvio também é importante, logo devem ser observados de tempo a tempo de modo a medir a salinidade, a velocidade de infiltração e a toxicidade, de modo a adaptar o planeamento.
É de notar que em Produção Integrada o uso de águas residuais e industrias são proibidas se não forem devidamente tratadas.
A gestão da água é um aspecto importante pois é um recurso valioso do ponto de vista ecológico logo deve-se escolher um sistema de rega adequado às culturas bem como as zonas de irrigação para que os recursos naturais sejam preservados.

##### Métodos de Rega
- Rega de Superfície
- Rega de Aspersão
- Micro-aspersão
- Rega gota-a-gota

## Benefícios
- Evita a contaminação do ar, da água e dos solos.
- Preserva a biodiversidade.
- Reduz a utilização de pesticidas e de fertilizantes químicos.